# Saint Peter (Antigua en Barbuda)
Saint Peter is een van de zes parishes van Antigua en Barbuda. De hoofdstad is Parham. De eilanden Great Bird Island en Guiana Island horen bij de parish.

## Betty's Hope
Betty's Hope was in 1650 of 1651 gesticht als een suikerrietplantage, en was een van de grootste plantages of Antigua. De oorspronkelijke plantage was in 1667 geplunderd door de Fransen. Het eiland werd later dat jaar teruggegeven, en in 1674 werd de plantage eigendom van de Christopher Codrington. Betty's Hope is vernoemd naar zijn dochter Elizabeth Codrington. De familie was tot 1944 eigenaar van de plantage.
In 1829 had Betty's Hope 314 slaven. Er waren twee suikermolens op de plantage waarmee het suikerriet kon worden gemalen op windkracht, maar in 1938 waren er stoommachines in de molens geplaatst. In 1947 werd het plantagehuis verkocht om de stenen te hergebruiken. In 1998 werden de molens gerestaureerd, en één molen kan weer draaien. De molens zijn onderdeel geworden van een openluchtmuseum.